# Dovhe, Terebovlea
Dovhe (în ucraineană Довге) este o comună în raionul Terebovlea, regiunea Ternopil, Ucraina, formată numai din satul de reședință.

## Demografie
Componența lingvistică a comunei Dovhe
     Ucraineană (99,86%)
     Alte limbi (0,14%)
Conform recensământului din 2001, majoritatea populației comunei Dovhe era vorbitoare de ucraineană (99,86%), existând în minoritate și vorbitori de alte limbi.